# Les Amazones libres
Les Amazones libres est un recueil de nouvelles publié en 1995 se déroulant sur l'univers de fiction de la planète Ténébreuse et fait partie du cycle La Romance de Ténébreuse. 
Il contient des nouvelles traduites par Simone Hilling et extraites de plusieurs recueils publiés à l'origine par les éditions DAW (en). En France, le recueil a été publié en 1995 par les éditions Pocket  (ISBN 2-266-06414-2).

## Liste des nouvelles
- Piqué des vers de Roxana Pierson (Food for the Worms, 1991)
- Il y a toujours une alternative de Patricia Shaw Mathews (There is Always an Alternative, 1980)
- Recrues de Maureen Shannon (Recruits, 1985)
- Son propre sang de Margaret L. Carter (Her Own Blood, 1985)
- Couteaux de Marion Zimmer Bradley (Knives, 1985)
- Libération de Linda MacKendrick (The Rescue, 1980)
- Règlement intérieur de Marion Zimmer Bradley (House Rules, 1988)
- Violer le serment de Annette Rodriguez (Broken Vows, 1991)
- L'honneur de la Guilde de Joan Marie Verba (The Honor of the Guild, 1991)
- Erreur de jugement de Kelly B. Jaggers (Misjudged Situations, 1991)
- Respecter le serment de Marion Zimmer Bradley (To Keep the Oath, 1993)
- La querelle de Marion Zimmer Bradley (Amazon Fragment, 1991)
- La fiancée vendue de Marion Zimmer Bradley (Bride Price, 1987)
- Tout, sauf la liberté de Marion Zimmer Bradley (Everything but Freedom, 1987)